# Tamaro - Pietre e angeli: Mario Botta Enzo Cucchi
Tamaro - Pietre e angeli: Mario Botta Enzo Cucchi é un documentario del 1998 diretto da Villi Hermann, presentato al Festival dei Popoli di Firenze e nominato al Premio del cinema svizzero nel 1999. Nel 2023 il film è stato restaurato in 2k; la versione restaurata è stata presentata in anteprima al Locarno Film Festival nella sezione Histoire(s) du Cinéma. 

## Trama
L'architetto svizzero Mario Botta e l'artista italiano Enzo Cucchi collaborano alla costruzione della cappella Santa Maria degli Angeli. Il primo costruisce una cappella, il secondo l'affresca con dipinti, fra cui uno che raggiunge i 70 metri di lunghezza. Enzo Cucchi, uno degli esponenti della Transavanguardia italiana, rifiutò la direzione che stava prendendo la pittura negli anni ’70. Nello stesso periodo, Mario Botta si stava muovendo verso una forma di architettura che si allontanava dalle tendenze tradizionali. Negli anni '80, i due artisti si sono incontrati e hanno deciso di realizzare qualcosa insieme. Dieci anni dopo, il loro sogno è diventato realtà nel sud della Svizzera, nel Canton Ticino, sul Monte Tamaro a 20 chilometri da Lugano e 1600 metri sopra il livello del mare. Entrambi gli artisti hanno il dono di percepire e sentire i propri sentimenti più intimi e di riuscire a esplicitarli in immagini visive chiare. Esistono molte affinità fra il primitivismo dei dipinti di Enzo Cucchi e l'architettura di Mario Botta. La cappella di Mario Botta ricorda la solidità di un rifugio alpino, mentre gli affreschi di Enzo Cucchi riflettono la sua visione del Sud, del mare: monti e mare finalmente assieme.

## Produzione
«Realizzando questo film, di fatto un "film in progress", (girato fra Roma, Ancona, Padula e Lugano), spero di condividere il mio entusiasmo e raccontare la storia delle mie visite alla montagna di Mario Botta in compagnia di Enzo Cucchi, ma soprattutto l'armonia che si è venuta a creare fra l'architetto e l'artista, la creazione degli affreschi e di questa "cappella a quattro mani".» Villi Hermann